# The Bachelor Girl
Pour plus de détails, voir Fiche technique et Distribution.
The Bachelor Girl est un film américain réalisé par Richard Thorpe, sorti en 1929.

## Synopsis
Joyce et Jimmy, deux employés, sont amoureux l'un de l'autre mais leur mariage est régulièrement repoussé à cause de l'incapacité de Jimmy à obtenir une promotion. Alors qu'il vient de perdre son emploi à la suite d'une négligence, elle lui en trouve un autre, à son insu. Alors qu'elle croit qu'il va lui proposer de l'épouser, il lui offre en fait de travailler comme sa secrétaire. Déçue, elle accepte quand même. Joyce s'occupe bien des clients, donnant ainsi l'impression que Jimmy s'en sort bien. Mais il commence à sortir avec Gladys, la sœur de son patron, négligeant à la fois Joyce et son travail. Joyce couvre son absence à une conférence, mais il arrive en fait en retard et lui reproche d'avoir usurpé son poste. Il est licencié sur le fait. Lorsqu'ils se revoient par hasard deux ans plus tard, Jimmy est sur une pente descendante alors que Joyce est un célibataire à succès. Mais leur ancien amour revit et il promet d'être à nouveau digne d'elle. 

## Fiche technique
- Titre original : The Bachelor Girl
- Réalisation : Richard Thorpe
- Scénario : Jack Townley (en)
- Dialogues : Frederic Hatton, Fanny Hatton
- Direction artistique : Harrison Wiley
- Photographie : Joseph Walker
- Montage : Ben Pivar
- Production : Harry Cohn
- Société de production : Columbia Pictures Corporation
- Société de distribution : Columbia Pictures Corporation
- Pays de production :  États-Unis
- Langue originale : anglais
- Format : noir et blanc — 35 mm — 1,37:1 — Film muet avec des séquences parlées
- Genre : drame
- Durée : 65 minutes
- Dates de sortie : 
  - États-Unis : 20 mai 1929

## Distribution
- William Collier Jr. : Jimmy
- Jacqueline Logan : Joyce
- Edward Hearn : Campbell
- Thelma Todd :  Gladys